# 内閣総理大臣杯

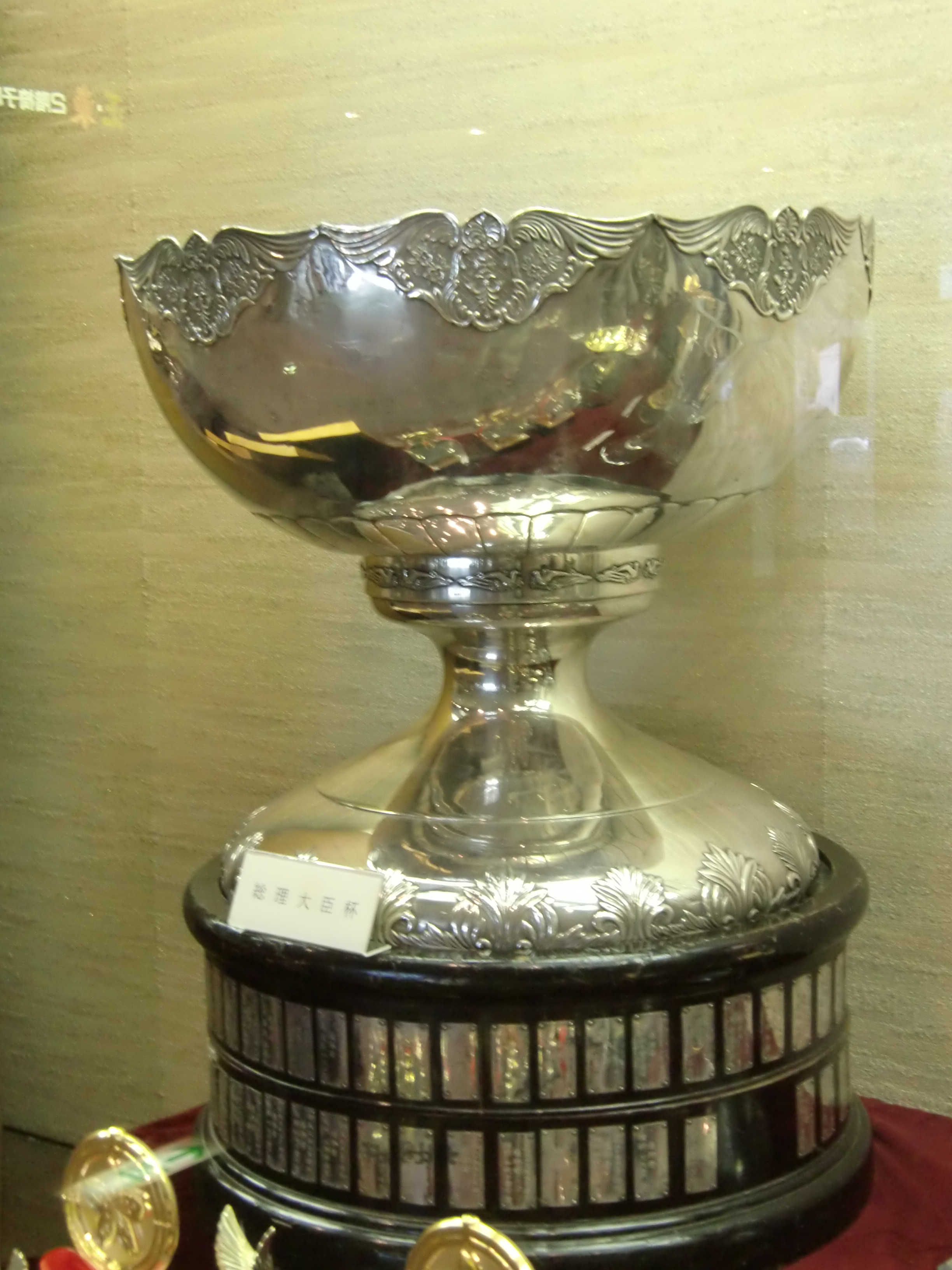
大相撲の内閣総理大臣杯

内閣総理大臣杯（ないかくそうりだいじんはい）は、様々な競技・分野で最優秀を取ったものに対して内閣総理大臣から贈られる賞杯のことである。

## 概要
競技名になっているものもあり、総理大臣杯や総理杯などと略して呼ばれる場合が多い。
本来、内閣総理大臣杯を授与するのは内閣総理大臣であるが、公務で時間の取れない場合などが多く、その場合は内閣官房長官や副長官などが代読することがある。また、内閣総理大臣の交代を控えている場合は就任前の次期総理大臣が役目を全うすることもある。

## 寄贈されている競技・賞典
- 日本プロスポーツ大賞
- 大相撲本場所
- 全日本相撲選手権大会
- 全国学生相撲選手権大会
- 関東学生陸上競技対校選手権大会
- 全国高等学校柔道選手権大会
- 全日本空手道選手権大会（男女組手団体）
- 全国空手道選手権大会
- 全日本オープン硬式空手道選手権大会
- 総理大臣杯全日本大学サッカートーナメント
- JFA 全日本U-12サッカー選手権大会
- 全日本大学レスリング選手権大会
- 鳳凰賞競走（ボートレースクラシック。ボートレース）
- 日本選手権競輪（競輪ダービー。競輪）
- 全日本総合バドミントン選手権大会
- 全日本シニア体操競技選手権大会（男子個人総合優勝者に授与）
- 日本社会人ゴルフ選手権
- 日本車いすバスケットボール選手権大会
- 全国トラックドライバーコンテスト
- 全国都道府県対抗ボウリング選手権大会
- 全日本社会人ウエイトリフティング選手権大会
- 全国アマチュア団体囲碁選手権
- 職域団体対抗将棋大会
- プロ野球日本選手権シリーズ
- 全国ママさんバレーボール大会
- 日本オープンゴルフ選手権競技（優勝選手に授与）
- 日本女子オープンゴルフ選手権競技（優勝選手に授与）
- 日本卓球リーグプレーオフJTTLファイナル4
- 出雲全日本大学選抜駅伝競走
- 全日本釣り選手権大会
- 日本大衆音楽祭
- 全日本トライアスロン宮古島大会
- 若鷲旗剣道大会
- 全日本世代交流ゲートボール大会
- マーチングバンド・バトントワーリング全国大会

- アイデア対決・全国高等専門学校ロボットコンテスト